# Chimarra immaculata
Chimarra immaculata är en nattsländeart som beskrevs av Georg Ulmer 1911. Chimarra immaculata ingår i släktet Chimarra och familjen stengömmenattsländor. Inga underarter finns listade i Catalogue of Life.